# Osterberg (Rheinisches Schiefergebirge)
Der Osterberg ist eine rund 280 Meter hohe Erhebung in Nordrhein-Westfalen, im südlichen Stadtgebiet von Wuppertal.

## Topografie
Der Osterberg, der die Form eines Geländesporns hat, liegt zwischen den Wuppertaler Stadtteilen Elberfeld und Cronenberg im Stadtbezirk Elberfeld.
Er liegt östlich des Friedrichsbergs und wird von diesem durch das Tal des Baches Hatzenbeck getrennt. Im Osten liegt das Tal des Baches Ostersiepen, der im weiteren Verlauf am Fuß des Osterberges in den Hatzenbeck mündet, er trennt ihn vom Grifflenberg. Im Norden, am Fuße des Grifflenberges, schließt sich die Elberfelder Südstadt an. Im Süden geht er in die Südhöhen über.

## Bauwerke
Auf dem unteren Osterberg befindet sich die 1987 eröffnete Uni-Halle, hier ist er zum großen Teil bewaldet. An den Hängen befinden sich Kleingartenanlagen. Im oberen Bereich, im Übergang zu den Südhöhen, liegen zahlreiche Wohngebäude, wie die Hochhäuser im Johannistal.